# Costituzione civile del clero

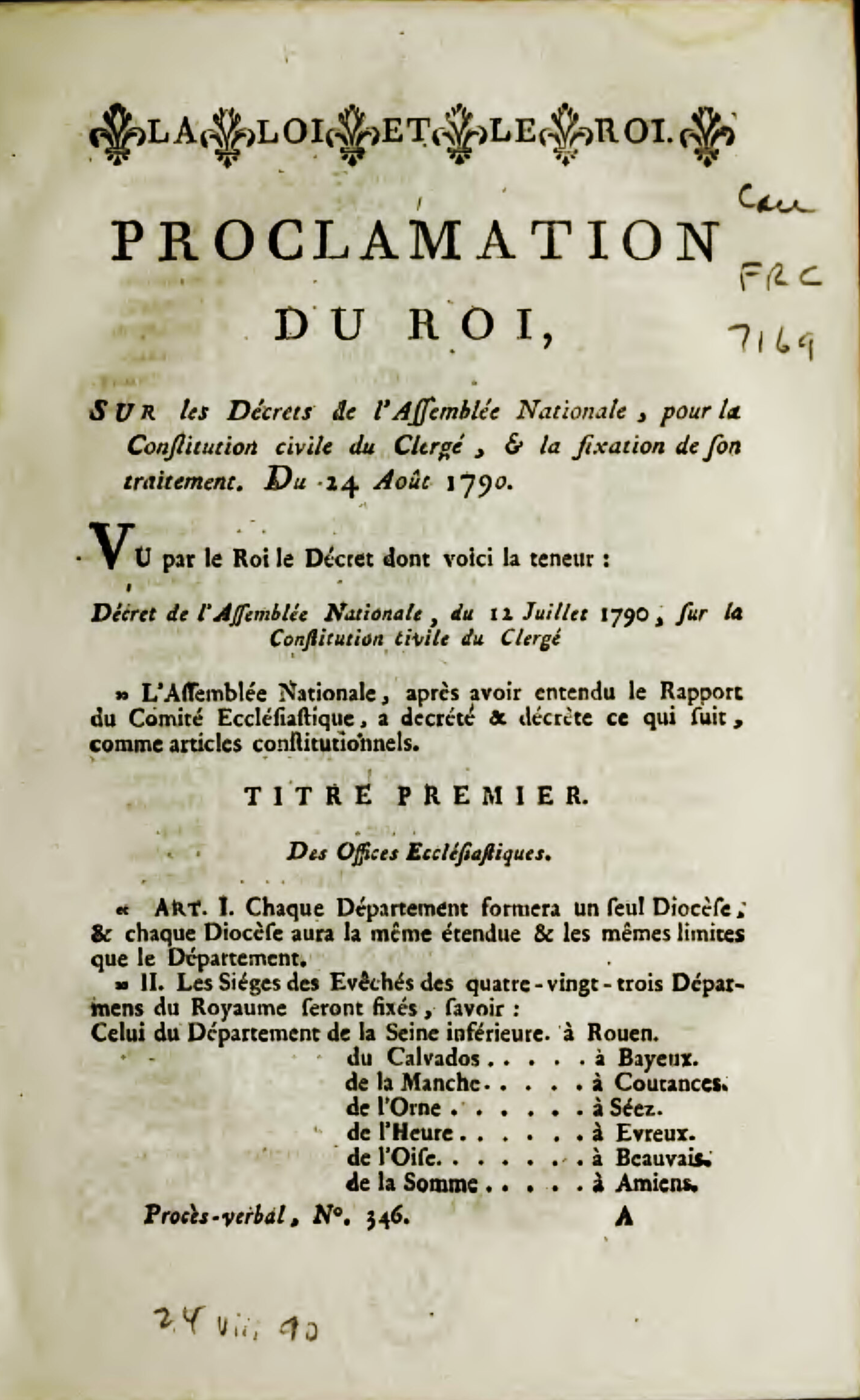
Proclama da parte del re Luigi XVI del decreto sulla costituzione civile del clero in allegato alla sessione dell'Assemblea nazionale costituente del lunedì 12 luglio 1790

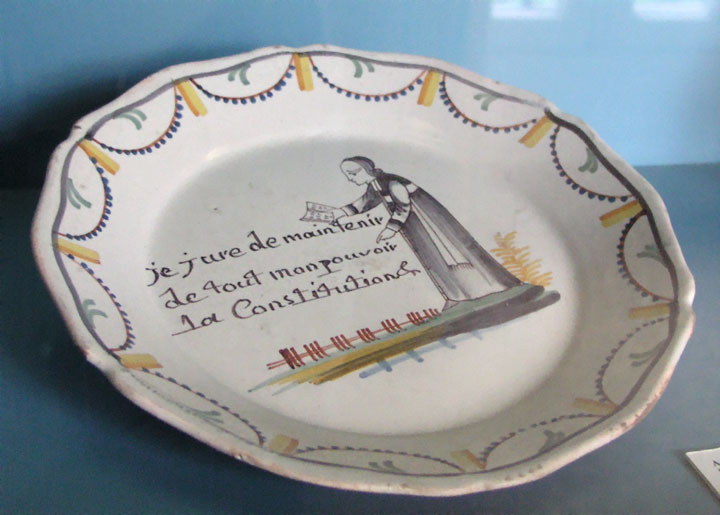
Un piatto commemorativo del 1790 mostra un curato giurare sulla Costituzione

La Costituzione civile del clero fu un atto fondamentale approvato il 12 luglio 1790 dall'Assemblea nazionale costituente per modificare i rapporti tra lo Stato francese e la Chiesa.

## Storia
L'Assemblea nazionale costituente iniziò una serie di riforme.
- Il 4 agosto 1789 si decise l'abolizione del regime feudale; per la Chiesa ciò avrebbe comportato la fine delle decime; ma l'unanimità del clero approvò questa decisione.
- Il 26 agosto venne emanata la Dichiarazione dei diritti dell'uomo e del cittadino.
- Il 2 novembre, visto il prolungarsi della crisi finanziaria, si decise di mettere a disposizione della nazione le ricchezze fondiarie della Chiesa. Alla votazione finale 510 rappresentanti contro 346 furono favorevoli alla nazionalizzazione dei beni ecclesiastici con l'onere per lo Stato di pagare ai parroci un traitement. La vendita dei beni iniziò il mese seguente.
- Il 13 febbraio 1790 con un decreto l'Assemblea votò la proibizione per l'avvenire dei voti religiosi e sopprimeva tutti gli ordini e le congregazioni (esclusi quelli che esercitavano attività ospedaliera e scolastica).

Se un certo numero di vescovi e preti aristocratici avevano incominciato a prendere le distanze dall'Assemblea Costituente per le sue misure in materia religiosa, la maggioranza degli ecclesiastici aveva ratificato la politica religiosa dell'Assemblea. Ma ben presto l'alleanza tra basso clero e terzo stato entrò in crisi.
La prima spaccatura si ebbe nell'aprile del 1790 a proposito dello stato giuridico dei non cattolici. Quando era stata emanata la dichiarazione dei diritti dell'uomo, il piccolo gruppo dei deputati protestanti dell'Assemblea aveva reclamato anche la piena uguaglianza dei culti, mentre l'Assemblea aveva deciso per la formula "Nessuno deve essere inquietato per le sue opinioni, anche religiose" (che non è ancora una piena e formale uguaglianza). I cattolici del sud della Francia, dove più viva era la tensione antiprotestante, invitarono la Costituente a riconoscere la religione cattolica come religione di Stato. Ma una mozione in questo senso fu rigettata dall'Assemblea, cosa che suscitò una viva reazione da parte dei cattolici (si parlò di "apostasia nazionale") e contribuì a distaccare parte del clero dalla rivoluzione.
L'agitazione di molta parte dei cattolici francesi di fronte alla politica religiosa dell'Assemblea diede alla sinistra l'impressione di un complotto aristocratico e clericale contro la rivoluzione e le riforme.
La riforma dell'organizzazione ecclesiastica comunque appariva come la conseguenza delle riforme di tutte le istituzioni statali, pur consapevoli che ciò non avrebbe comportato la riforma della dottrina cristiana. Così il comitato ecclesiastico dell'Assemblea ebbe il compito di elaborare una Costituzione civile del Clero, approvata il 12 luglio 1790.
La Costituzione, ispirata ai principi gallicani di una Chiesa nazionale, comprendeva essenzialmente quattro proposizioni:
- il riordinamento delle diocesi in base ai dipartimenti (furono così soppresse 52 diocesi, da 135 a 83, e ridotto di molto il numero delle parrocchie)
- la retribuzione da parte dello Stato di vescovi, parroci e vicari
- elezione democratica dei vescovi e dei parroci, da parte delle assemblee dipartimentali (così come per qualsiasi altro funzionario statale)
- obbligo della residenza sotto pena di perdita della retribuzione.

## Seguiti
Il 1º agosto Luigi XVI incaricò l'ambasciatore a Roma di ottenere l'assenso di Pio VI circa la Costituzione del Clero. Il papa, non volendo danneggiare oltremodo il re in cui riponeva fiducia, si era limitato a condannare segretamente la Dichiarazione dei diritti dell'uomo. Sulla Costituzione del Clero istituì una speciale Congregazione la quale preoccupata di perdere Avignone e di suscitare un'impennata gallicana della Chiesa francese, andò molto per le lunghe. I vescovi francesi avevano domandato che si attendesse l'approvazione pontificia prima di mettere in vigore la Costituzione del Clero, approvata dal re. Ma l'Assemblea Costituente premeva per una rapida soluzione del problema: così decise che per il 4 gennaio 1791 tutti i vescovi, parroci e vicari dovevano prestare un giuramento di fedeltà come funzionari civili, pena la perdita delle funzioni e dello stipendio.
Con sorpresa generale i 2/3 degli ecclesiastici della Costituente e tutti i vescovi (eccetto sette) rifiutarono di prestare il giuramento; pressoché la metà del clero parrocchiale fece altrettanto, senza contare le ritrattazioni, incominciate assai presto, di coloro che avevano giurato. La Costituente destituì i refrattari e li sostituì con i costituzionali. Ma il vero problema erano i vescovi: non c'era nessun metropolita disposto a consacrare vescovi costituzionali. Talleyrand, che aveva giurato, consacrò due vescovi il 24 febbraio 1791 e altri 36 furono consacrati da Jean-Baptiste-Joseph Gobel più tardi.
A questo punto Pio VI fu costretto a prendere posizione. Il 10 marzo 1791, con il breve Quod aliquantum, condannò la Costituzione Civile del Clero, perché intaccava la costituzione divina della Chiesa; il 13 aprile, con il breve Charitas, dichiarava sacrilega la consacrazione di nuovi vescovi, sospendeva a divinis vescovi e preti costituzionali ("preti giurati") e condannava il giuramento di fedeltà.
Il caso più noto di disubbidienza dei prelati francesi alle direttive del governo si ebbe tra il 1794 e il 1795, con l'episodio dei Martiri dei pontoni di Rochefort. 64 di questi furono riconosciuti come martiri e beatificati da papa Giovanni Paolo II nel 1995.
La resistenza della Santa Sede alle pressioni dello Stato francese portò frutto: nel 1801 le due parti stipularono un concordato.

## Famosi ecclesiastici costituzionali
- Charles-Maurice de Talleyrand-Périgord
- Emmanuel Joseph Sieyès
- Jacques Roux
- Henri Grégoire